# Simona Sbaffi
Simona Sbaffi (* 27. Dezember 1970 in Schaffhausen, Schweiz) ist eine Schauspielerin, die seit 1993 in Wien lebt.

## Leben
Simona Sbaffi wuchs in Schaffhausen auf. Von der Stadt Zürich erhielt sie ein Stipendium für angehende Künstler und wurde auf dieser Basis 1992 vom Zürcher Schauspieler, Regisseur und Theaterproduzenten Federico Emanuel Pfaffen, Gründer und damaligem Leiter der Komedie Zürich, als noch unerfahrene Schauspielerin und Tänzerin für die Schweiz-Tournee von Franz Windlins „Das Elefant kommt“ engagiert, deren Derniere am Zürcher Theaterspektakel stattfand. 1993 spielte sie an der Komedie den Yniold in Hannes Veranguths Inszenierung von Maeterlincks „Pelleas und Melisande“ in der Alten Seilerei. Von 1992 bis 1997 absolvierte sie in Wien das Fach Schauspiel  am Max-Reinhardt-Seminar und wurde dann ans Wiener Burgtheater engagiert. Als Ensemblemitglied spielte sie u. a. unter der Regie von Konstanze Lauterbach, Silviu Purcărete, François-Michel Pesenti, Leonard C. Prinsloo, Andreas Kriegenburg und Christina Paulhofer. 2003 schied sie aus dem Ensemble aus, blieb aber noch bis 2005 als Gast am Burgtheater. 2004 war sie in der Rolle der Franca Palmer zusammen mit Hannelore Elsner, Ruth Maria Kubitschek, Frank Giering u. a. im zweiten Teil des ZDF-Zweiteilers „Die Rosenzüchterin“ zu sehen, ein Jahr darauf drehte sie in Zürich die Schweizer TV-Komödie „Süssigkeiten“ (Regie: Markus Fischer) zusammen mit Pasquale Aleardi auf Schweizerdeutsch, die später für das ZDF von ihr hochdeutsch synchronisiert wurde. Ab 2006 wirkte Simona Sbaffi bei einer Reihe von unterschiedlichen Kurzfilmproduktionen mit, unter anderem beim Film Die Meiers von Katrin Butt und Hahnenschrei (Regie: Juliana Neuhuber).
Auf Anregung des russischen Regisseurs Roman Markholia gestaltete sie 2006 die Performance „Iphigenie Underground“ für das ukrainische Media & Art Performance Festival „Balaklava Odyssey“ auf der Krim – auf der traditionell mit der Krim gleichgesetzten mythologischen Insel Tauris hatte sich der Sage nach Iphigenie als Priesterin der Diana verborgen gehalten. In der Folge wirkte sie hauptsächlich an Theaterprojekten mit experimentellem Charakter mit performativer, collageartiger Text- und Handlungspräsentation mit: 2011 bis 2012 bei der Performanceserie reenacting the reenactment (München, Maximiliansforum) / Das Leben ist ein schweres Spiel (Theaterhaus Jena) / reenacting the reenactment rekonstruktion – deutschlandskizzen 1 (München, Rodeofestival) des Künstlers und Regisseurs Sebastian Hirn, in der es um die über Jahrhunderte reichende Beispielwirkung des Doppelselbstmords von Heinrich von Kleist und Henriette Vogel ging. 2016 entwickelte ein Team bestehend aus Simona Sbaffi, Claudia Carus, Benjamin Kornfeld, Gernot Piff und Josef Maria Krasanovsky als Regisseur nach intensiven Recherchen „Nachrichten aus dem Schleudersitz“ am Kosmos Theater Wien aus Interviews mit in ihren Lebensentwürfen gestrandeten und gescheiterten Menschen. 2018 war sie in ihrer Heimat im Rahmen des von Damir Žižek gestalteten Schaffhauser Theaterspektakels („SHpektakel“) als „Dünne/Kleine“ in Slavomir Mrozeks Parabel „Auf hoher See“ zu sehen, zwei Jahre später in Žižeks Musikrevue „Best of!“.  Die Zusammenarbeit mit Josef Maria Krasanovsky setzte sich am klagenfurter ensemble mit den Wolfram-Lotz-Inszenierungen „Der große Marsch“ (2019) und „Die lächerliche Finsternis“ (2020) sowie der Stückentwicklung „KatzenNacht“ (2021) fort.

## Theater (Auswahl)
- 1998: Mutter Courage und ihre Kinder (Regie: Konstanze Lauterbach, Burgtheater Wien)
- 2000: Pornologos (Regie: François-Michel Pesenti, Burgtheater Wien)
- 2000: Kasino – ein Tanzspiel (Regie: L.C. Prinsloo, Burgtheater Wien)
- 2001: Frühlings Erwachen (Regie: Christina Paulhofer, Burgtheater Wien)
- 2005: Der Narr und seine Frau heute Abend in Pancomedia (Regie: Dieter Giesing, Burgtheater Wien)
- 2007: Werden Sie Mitglied (Josef Kleindienst; trixi, Verein f. Medienkunst)
- 2007: This is not a lovesong (Regie: Ulrich Rasche, Wiener Festwochen)
- 2008: Salz, Staub und Schnee[25] (Eigenproduktion; Regie: Aurelia Burckhardt, Drachengasse Wien)
- 2011/12: Reenacting the Reenactment (Regie: Sebastian Hirn, Maximiliansforum München, Theaterhaus Jena, Rodeo Festival München)
- 2018: Auf hoher See (Regie: Damir Žižek, SHpektakel, Schaffhausen)
- 2019: Der große Marsch (Regie: J.M. Krasanovsky, klagenfurter ensemble)
- 2020: Best of! SHpektakel-Jubiläumsrevue (Damir Žižek; SHpektakel, Schaffhausen)
- 2020: Die lächerliche Finsternis (Regie: J. M. Krasanovsky, klagenfurter ensemble)
- 2021: KatzenNacht (Regie: J.M. Krasanovsky, klagenfurter ensemble)

## Filmografie (Auswahl)
- 2004: Die Rosenzüchterin (2. Teil, Regie: Erhardt Riedlsperger)
- 2005: Süssigkeiten (Regie: Markus Fischer)
- 2008: Mutterland (Regie: Hannes Appell)
- 2009: Der Kaiser von Schexing (Folge Nachhilfe, Regie: Franz X. Bogner)
- 2010: Sechs Tage Angst
- 2012: Annamaria (Regie: Aurelia Burckhardt)
- 2013: Shakespeare – Games: Ein Sommernachtstraum[26] (Regie: Juliana Neuhuber)
- 2015: Hahnenschrei (Regie: Juliana Neuhuber)
- 2022: Die Meiers (Regie: Katrin Butt)